# Constantin Lascaris (empereur byzantin)
Pour les articles homonymes, voir Constantin Lascaris et Lascaris (homonymie).
Constantin Lascaris (Grec byzantin: Κωνσταντίνος Λάσκαρης : Kōnstantínos Laskaris) (mort en 1205) est empereur byzantin de Nicée de 1204 à 1205, parfois nommé « Constantin XI Lascaris ».

## Biographie
Constantin Lascaris était le fils aîné de Manuel Lascaris et de Ioanna Karatzaina et de ce fait, le frère de Théodore Lascaris, gendre d’Alexis III Ange.
Dans la nuit du 12 au 13 avril 1204, alors que les armées de la Quatrième croisade forçaient les fortifications et mettaient à sac Constantinople, il est couronné empereur sous le nom de « Constantin XI » par les derniers notables de la cour impériale.
Le chroniqueur Geoffroi de Villehardouin qui semble le tenir en haute estime ne le nomme que « L’un des meillors des Grecs qui ot non Constantins Li Ascres » ou « Costentin son frere [de Théodore Lascaris] qui ere uns des meillors Grieus de Romanie » .
Il passe en Asie Mineure avec son frère Théodore Lascaris où ils entreprennent de rassembler les forces byzantines hostiles à l’Empire latin de Constantinople. Il semble qu’il cède rapidement la première place à son frère qui ne sera toutefois couronné à Nicée qu’entre le 30 mars et le 5 avril 1208.
Après onze mois de règne, Constantin Lascaris est sans doute tué ou il meurt de ses blessures après la bataille d’Adramyttion, le 19 mars 1205 perdue devant l’armée rassemblée par Henri de Hainaut le frère de l’empereur latin Baudouin Ier ; en effet, il disparaît de la documentation après cette date. 
Son frère, le véritable fondateur de  l’Empire de Nicée, assure sa succession.